# Maria Żabczyńska
Maria Zofia Żabczyńska (ur. 14 września 1903 w Jędrzejewie, zm. 27 stycznia 1981 w Warszawie) – polska aktorka teatralna i filmowa. 

## Życiorys
Urodziła się 14 września 1903 w Jędrzejewie, w rodzinie Józefa Antoniego Zielenkiewicza (zm. 1908), zawiadowcy stacji, i Marty Józefy z Niedostatkiewiczów (zm. 1947), nauczycielki. Była siostrą Kazimierza Józefa Zielenkiewicza „Caziela”, artysty malarza tworzącego na emigracji (we Francji i w Anglii). Wykształcenie zdobywała od 1919 najpierw w Moskwie (Studio Dramatyczne „Proletkult” oraz Studio Teatru Kameralnego), a następnie w latach 1921–1924 uzupełniała je w warszawskim Instytucie i Teatrze Reduty. Występowała w Teatrze im. Wojciecha Bogusławskiego pod kierunkiem Leona Schillera (1924–1925), Teatrze Polskim i Małym w Warszawie (1925–1926), Teatrze Miejskim w Bydgoszczy (1926–1927), Teatrach Miejskich we Lwowie (1927–1928), Rewii w Poznaniu (1928–1929), Teatrze Miejskim w Łodzi (1929–1930). W latach 1930–1933 występowała w warszawskich teatrzykach: „Morskie Oko” (Halo, Malicka i Sawan, 1931; Miłość i tango, 1931; Boccaccio, 1933), „Wesołe Oko” oraz Teatrze Kameralnym. Od sezonu 1934/35 do 1939 była aktorką scen TKKT (Teatr Mały, Polski, Nowy, Letni, Narodowy) oraz występowała w teatrzyku Cyrulik Warszawski (1936).
Od 1923 współtworzyła Teatr Polskiego Radia dla Dzieci, w którym również występowała i reżyserowała.
W czasie wojny pracowała jako kelnerka w kawiarni „Mon Café”. W zimie 1940 brała udział w programie artystycznym Wesoła kawa, organizowanym i reżyserowanym przez Leona Schillera w kawiarni artystycznej „Żak”.
Po wojnie wróciła do zawodu - grała na scenach Miejskich Teatrów Dramatycznych w Warszawie (1945–1949) oraz Teatru Polskiego (1949–1969, 1970–1975).

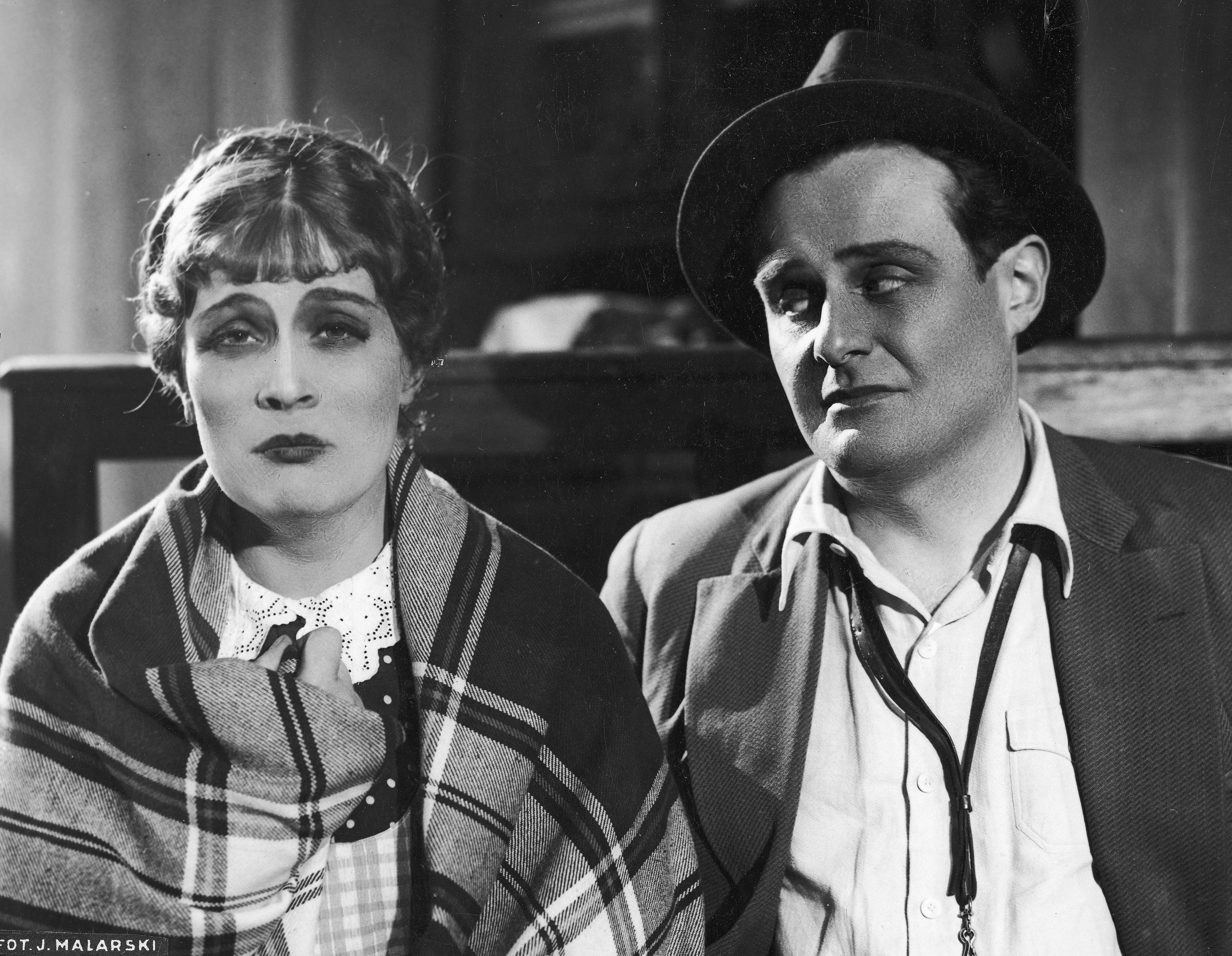
Maria Żabczyńska i Stefan Hnydziński w komedii „Muzyka na ulicy” Petera Schurka w Teatrze Letnim w Warszawie (1935).

Ponadto grała w filmach, występowała w spektaklach Teatru Telewizji (1956–1977), słuchowiskach Teatru Polskiego Radia (1950–1979). Przez ponad 20 lat użyczała głosu w powieści radiowej „W Jezioranach”, gdzie wcieliła się w postać Anieli Jabłońskiej.
Od 28 czerwca 1923 była żoną aktora Aleksandra Żabczyńskiego. Wraz z mężem spoczywa na cmentarzu Wojskowym na Powązkach w Warszawie (kwatera A29-4-23).

## Filmografia

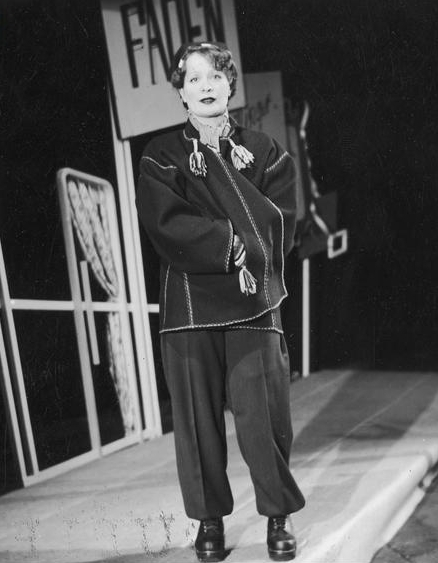
Maria Żabczyńska na pokazie mody „Jedziemy na FIS” w Teatrze Polskim w Warszawie (1938).

- Maria Żabczyńska na pokazie mody „Jedziemy na FIS” w Teatrze Polskim w Warszawie (1938).1934: „Śluby ułańskie” jako Agata, gosposia w pleszczowickim dworze
- 1935: „Manewry miłosne” jako Cyganka w karczmie
- 1936: „Jego wielka miłość” jako aktorka
- 1937: „Dyplomatyczna żona” jako Jadwiga, pokojówka
- 1938: „Za zasłoną” jako Zocha, siostra Haliny
- 1939: „Doktór Murek” jako Kuzykowa
- 1939/1941: „Przez łzy do szczęścia” jako Zofia, kierowniczka domu sierot
- 1948: „Ulica Graniczna” jako żona Wojtana
- 1948: „Skarb” jako ciotka z Radomia
- 1954: „Pościg” jako matka Michalaka
- 1955: „Sprawa pilota Maresza” jako pasażerka samolotu
- 1955: „Trzy starty” jako matka Walczaka
- 1970: „Kaszëbë” jako Maciejowa
- 1971: „Obcy w lesie” jako matka Pieli
- 1971: „Wiktoryna, czyli czy pan pochodzi z Beauvais?” jako Oberżystka w „Czerwonej Oberży”

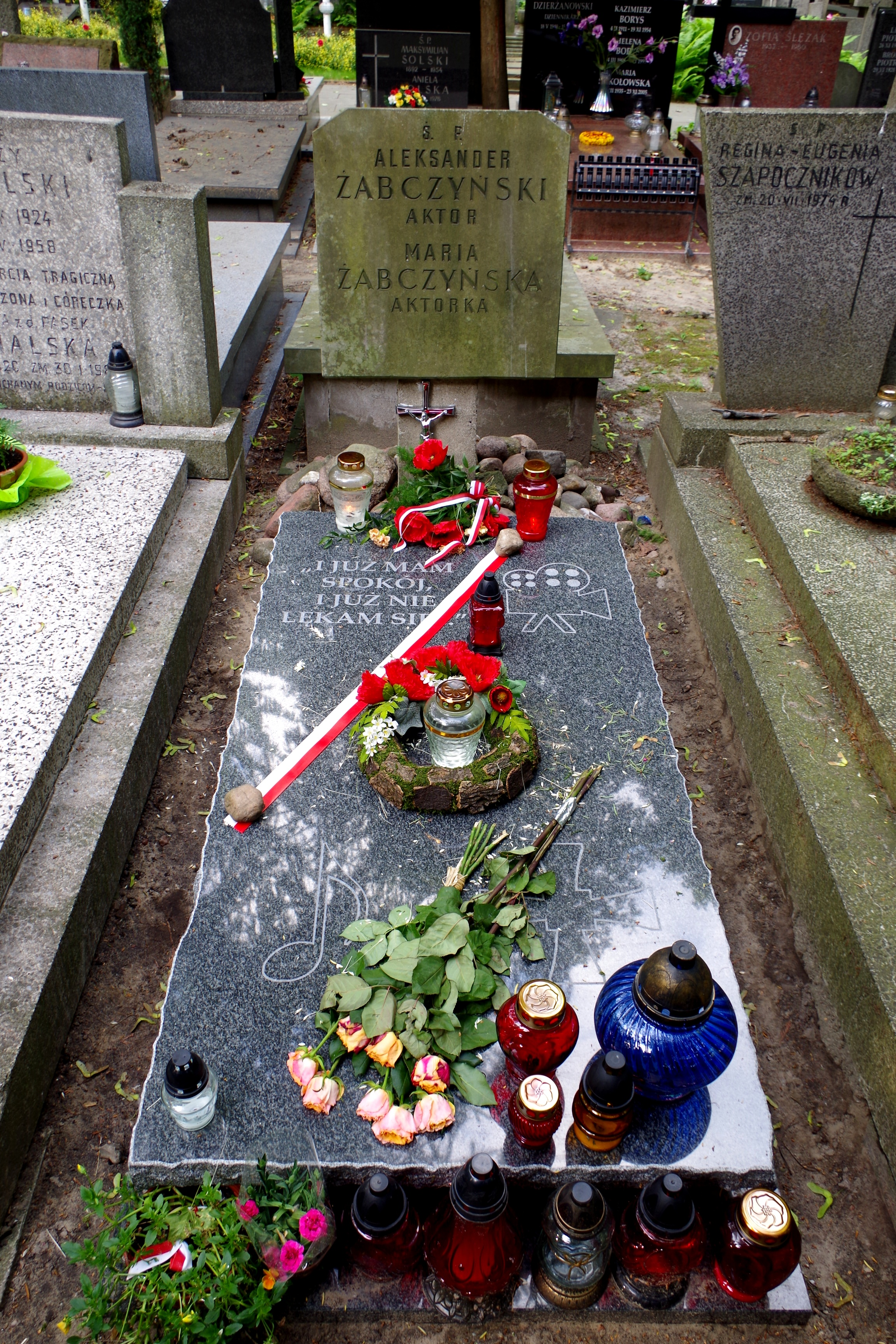
Grób Aleksandra Żabczyńskiego i jego żony Marii na cmentarzu Wojskowym na Powązkach w Warszawie

- Grób Aleksandra Żabczyńskiego i jego żony Marii na cmentarzu Wojskowym na Powązkach w Warszawie1973: „Janosik” (odc. 2 Zbójnickie prawa) jako żona szlachcica
- 1974: „Zaczarowane podwórko” jako Kiejstutowa, babcia Mundka
- 1975: „Żelazna obroża” jako matka
- 1976: „Honor dziecka” jako Matylda, siostra generała
- 1977: „Królowa pszczół” jako babcia Tomka
- 1977: „Kochaj albo rzuć” jako sędzia

## Ordery i odznaczenia
- Krzyż Kawalerski Orderu Odrodzenia Polski
- Złoty Krzyża Zasługi (11 lipca 1955)[6]
- Medal 10-lecia Polski Ludowej (19 stycznia 1955)[7]
- Odznaka „Zasłużony Działacz Kultury” (1976)
- Odznaka "Zasłużony dla Teatru Polskiego" (1976)[8]